# توسيتشا
توسيتشا (بالإيطالية: Tossicia)‏ هي بلدية في مقاطعة تيرامو في إقليم أبروتسو الإيطالي.

## السكان
في سنة 1861 بلغ عدد السكان 1٬765 نسمة، وتطور العدد ليصل في سنة 2011 لـ 1٬418 نسمة.
يظهر هذا المخطط البياني تطور النمو السكاني لـ توسيتشا